# Hamid Nater
Hamid Nater est un footballeur marocain né le 30 décembre 1980. C'est un milieu de terrain qui évolue actuellement à l'Union de Mohammédia, il a été transféré du Raja Club Athletic durant le mercato d'hiver 2008 contre la somme de 650.000 DH. Son club formateur est le Raja CA, on le surnomme « Kachkoucha » (écume en arabe marocain).
En 2014 il s'engage avec le club amateur CR Salmi entraîné par son ancien coéquipier au Raja, le latéral gauche Redouane El Haimer.

## Carrière
- 1999 - 2002 : Raja CA  Maroc
- 2002 - 2003 : Ittihad Djeddah  Arabie saoudite (prêt)
- 2003-2005 : Raja CA  Maroc
- 2005 - 2006 : Ettifaq FC  Arabie saoudite
- 2006 - 2007 : Raja CA  Maroc
- 2007 - 2009 : FAR de Rabat  Maroc
- 2009 - 2011 : Moghreb de Tetouan  Maroc
- 2011 - 2011 : Difaâ d'El Jadida  Maroc
- 2011 - 2014 : Union de Mohammédia  Maroc
- 2014 - : CR Salmi  Maroc